# Acanthoderes
Acanthoderes es un género de escarabajos de la familia Cerambycidae.
Contiene  4 subgéneros, con 44 especies, en el nuevo mundo, desde el este de Norteamérica hasta Brasil.

## Especies
- Acanthoderes albifrons Chemsak & Hovore, 2002
- Acanthoderes aliciae Chemsak & Hovore, 2002
- Acanthoderes alpina Chemsak & Hovore, 2002
- Acanthoderes amplitoris Chemsak & Hovore, 2002
- Acanthoderes bicolor Chemsak & Hovore, 2002
- Acanthoderes cavei Chemsak & Hovore, 2002
- Acanthoderes daviesii (Swederus, 1787)
- Acanthoderes ferruginea Chemsak & Hovore, 2002
- Acanthoderes flavomaculata Chemsak & Hovore, 2002
- Acanthoderes giesberti Chemsak & Hovore, 2002
- Acanthoderes hondurae Chemsak & Hovore, 2002
- Acanthoderes laevicollis Bates, 1872
- Acanthoderes laportei Aurivillius, 1923
- Acanthoderes latevittata Aurivillius, 1921
- Acanthoderes latiforma Chemsak & Hovore, 2002
- Acanthoderes linsleyi Chemsak & Hovore, 2002
- Acanthoderes noguerai Chemsak & Hovore, 2002
- Acanthoderes paravetusta Chemsak & Hovore, 2002
- Acanthoderes parva Chemsak & Hovore, 2002
- Acanthoderes parvimacula Zajciw, 1964
- Acanthoderes quatuordecimguttata (Schönherr, 1817)
- Acanthoderes rubripes Bates, 1872
- Acanthoderes rufofemorata Aurivillius, 1925
- Acanthoderes satanas Bates, 1880
- Acanthoderes septemmaculata Buquet, 1859
- Acanthoderes solisi Chemsak & Hovore, 2002
- Acanthoderes subtessellata Bates, 1880
- Acanthoderes thammi Bates, 1880
- Acanthoderes zischkai Tippmann, 1960
- Acanthoderes zonata Bates, 1880